# Cuauhtémoc, Chihuahua
Cuauhtémoc (eller Ciudad Cuauhtémoc) är en ort och kommun i norra Mexiko och är belägen i delstaten Chihuahua. Centralorten har cirka 125 000 invånare, med totalt cirka 170 000 invånare i hela kommunen. Staden har fått sitt namn efter Cuauhtémoc, aztekernas sista härskare.

## Orter
De största orterna i kommunen 2013 var:
- Cuauhtémoc, 125 562 invånare
- Colonia Anáhuac, 10 503 invånare
- Colonia Obregón, 2 241 invånare¹
- La Quemada, 1 272 invånare¹
- Lázaro Cárdenas, 861 invånare¹

¹ Folkmängd 2010.